# Essex Senior Football League 2016–17
Essex Senior Football League 2016–17 là mùa giải thứ 46 trong lịch sử Essex Senior Football League, một giải đấu bóng đá ở Anh.

## Essex Senior League
Giải đấu bao gồm 22 đội bóng.
Có 2 đội rời giải trước mùa giải –
- Bowers & Pitsea – tháng hạng đến Isthmian League Division One North
- Newham – từ chức từ mùa trước, gia nhậo Essex Olympian League Division One (as London APSA)

Có 3 đội gia nhập giải trước mùa giải –
- Barkingside – Xuông hạng từ Isthmian League Division One North
- Redbridge – Xuống hạng từ Isthmian League Division One North
- West Essex – thắng hạng từ Middlesex County League Premier Division

### Bảng xếp hạng
| VT | Đội                    | ST | T  | H  | B  | BT  | BB  | HS  | Đ   | Thăng hạng                                    |
| -- | ---------------------- | -- | -- | -- | -- | --- | --- | --- | --- | --------------------------------------------- |
| 1  | Barking (C, P)         | 42 | 32 | 4  | 6  | 125 | 46  | +79 | 100 | Thăng hạng Isthmian League Division One North |
| 2  | Clapton                | 42 | 29 | 5  | 8  | 89  | 46  | +43 | 92  |                                               |
| 3  | FC Romania             | 42 | 27 | 7  | 8  | 125 | 56  | +69 | 88  |                                               |
| 4  | Takeley                | 42 | 25 | 8  | 9  | 93  | 51  | +42 | 83  |                                               |
| 5  | Sawbridgeworth Town    | 42 | 25 | 8  | 9  | 98  | 67  | +31 | 83  |                                               |
| 6  | Ilford                 | 42 | 22 | 9  | 11 | 85  | 56  | +29 | 75  |                                               |
| 7  | Southend Manor         | 42 | 22 | 5  | 15 | 76  | 56  | +20 | 71  |                                               |
| 8  | Stansted               | 42 | 20 | 10 | 12 | 82  | 50  | +32 | 70  |                                               |
| 9  | Basildon United        | 42 | 18 | 7  | 17 | 81  | 72  | +9  | 61  |                                               |
| 10 | Barkingside            | 42 | 19 | 9  | 14 | 81  | 74  | +7  | 60  |                                               |
| 11 | Hullbridge Sports      | 42 | 16 | 12 | 14 | 72  | 66  | +6  | 60  |                                               |
| 12 | Waltham Forest         | 42 | 17 | 8  | 17 | 67  | 67  | 0   | 59  |                                               |
| 13 | West Essex             | 42 | 17 | 7  | 18 | 77  | 79  | −2  | 58  |                                               |
| 14 | Redbridge              | 42 | 16 | 7  | 19 | 93  | 87  | +6  | 55  |                                               |
| 15 | Wadham Lodge           | 42 | 13 | 10 | 19 | 56  | 75  | −19 | 49  |                                               |
| 16 | Eton Manor             | 42 | 14 | 4  | 24 | 74  | 98  | −24 | 46  |                                               |
| 17 | London Bari            | 42 | 12 | 8  | 22 | 59  | 88  | −29 | 44  |                                               |
| 18 | Enfield 1893           | 42 | 12 | 6  | 24 | 69  | 114 | −45 | 42  |                                               |
| 19 | Sporting Bengal United | 42 | 11 | 6  | 25 | 65  | 95  | −30 | 39  |                                               |
| 20 | Tower Hamlets          | 42 | 6  | 6  | 30 | 47  | 100 | −53 | 24  |                                               |
| 21 | Burnham Ramblers       | 42 | 5  | 6  | 31 | 45  | 130 | −85 | 21  |                                               |
| 22 | Haringey & Waltham     | 42 | 4  | 8  | 30 | 38  | 124 | −86 | 20  |                                               |

1. ↑  Barkingside Đã bị trừ sáu điểm cho hai trận đấu "whilst under ECFA suspension"

#### Tiếu chí
Để được thăng hạng vào cuối mùa giải, một đội phải:
1. Đăng ký xem xét lên hạng trước cuối tháng 11
2. Vượt qua đợt kiểm tra chất lượng sân bãi trước cuối tháng 3
3. Kết thúc mùa ở vị trí cao hơn bất kỳ nhóm nào khác cũng đạt được các tiêu chí 1 và 2
4. Kết thúc mùa giải ở 3 vị trí đầu

Năm đội sau đã đạt được tiêu chí một:
- Barking
- Clapton
- FC Romania
- Ilford
- Waltham Forest